# Gatto temporale
Gatto temporale (Time Pussy) è un racconto di fantascienza del 1942 del Isaac Asimov; costituisce uno dei primi racconti dello scrittore statunitense.

## Storia editoriale
Fu il terzo di tre storie che Asimov scrisse per John W. Campbell per una nuova categoria di racconti di fantascienza pubblicata su Astounding Science Fiction chiamata "Probabilità zero".
Campbell respinse i primi due racconti, il Grande gioco e la Prima legge, in quanto non erano ciò che stava cercando, ma accettò il Gatto temporale, sia pure senza entusiasmo. 
Campbell volle anche pubblicare il racconto con uno pseudonimo, dal momento che voleva incoraggiare i nuovi scrittori a scrivere storie per la serie "Probabilità zero" . 
Asimov si disse d'accordo e scelse il nome George E. Dale a caso. La storia apparve sotto pseudonimo nel numero di aprile 1942 di Astounding e venne ristampata con il nome di Asimov nel 1972 per la raccolta Asimov Story (The Early Asimov), tradotta in italiano l'anno seguente.

## Trama
Il narratore senza nome del Gatto temporale riferisce una storia che aveva sentito da ragazzo dal vecchio Mac, che era stato un cercatore sugli asteroidi durante la "Corsa del '37". 
Old Mac racconta che alcuni animali simili a gatti che aveva visto sul pianeta Pallas esistevano in quattro dimensioni: oltre alle usuali dimensioni spaziali, i gatti di Pallas "si allungavano in qualche modo nella successiva settimana e mezzo", cioè nel tempo.
Il "gatto temporale" sarebbe stato capace di ululare 24 ore prima di vedere un ladro e di digerire i pasti tre ore prima di averli mangiati.
Old Mac racconta di come alcuni scienziati sulla Terra fossero disposti a pagare un milione di dollari per avere dei resti conservati di un gatto temporale, ma gli animali avevano un decadimento troppo rapido dopo la morte per essere esaminati, inoltre il normale raffreddore trasmesso dagli umani aveva sterminato rapidamente quasi l'intera specie.
Ai minatori finalmente era venuta l'idea di mettere in ammollo un gatto temporale in acqua poco prima di morire, quindi provocare rapidamente il congelamento dell'acqua. 
Tuttavia, il tentativo di preservare il gatto era fallito, perché l'acqua era gelata così velocemente che il gatto era ancora caldo.